# Heinrich Kühn (Politiker)
Heinrich Franz Kühn (* 16. November 1894 in Tirschenreuth, Oberpfalz; † 2. Mai 1981 in Berlin) war ein deutscher Politiker (SPD).

## Leben
Heinrich Kühn besuchte eine Volksschule und machte eine Lehre als Porzellanmaler. 1911 trat er dem Verband der Porzellanarbeiter bei und kam ein Jahr später nach Berlin, wo er bei der Königlichen Porzellan-Manufaktur (KPM) arbeitete. Im Ersten Weltkrieg wurde er Soldat. 1916 heiratete er die spätere Berliner Stadtverordnete Johanna Kühn (1892–1978) und wurde 1919 Mitglied der SPD. Kühn wurde zunächst Betriebsrat, später sogar Vorsitzender des Betriebsrats der KPM. Ab 1927 war er Bezirksleiter des Fabrikarbeiterverbands im schlesischen Waldenburg und wurde Vorsitzender des Gewerkschaftskartells für das niederschlesische Industriegebiet. Nach der „Machtergreifung“ der Nationalsozialisten wurde er 1933 von der Deutschen Arbeitsfront (DAF) entfernt und bis 1938 arbeitslos. Später war Kühn Angestellter des Reichsverbands der Innungskrankenkassen.
Nach dem Zweiten Weltkrieg wurde Kühn 1945 Fachreferent bei der Deutschen Zentralverwaltung der Industrie in der Sowjetischen Besatzungszone (SBZ). Nach der ersten Berliner Wahl 1946 wurde er zum Bezirksrat für Volksbildung im Bezirk Charlottenburg gewählt. Von 1951 bis 1955 war Kühn Vorsitzender der SPD-Fraktion in der Bezirksverordnetenversammlung in Charlottenburg. Bei der Wahl 1954 wurde er zunächst in das Abgeordnetenhaus von Berlin gewählt, schied aber im Februar 1955 wieder aus, da er nun zum Bezirksstadtrat für Finanzen in Charlottenburg gewählt wurde. 1959 wurde er pensioniert.

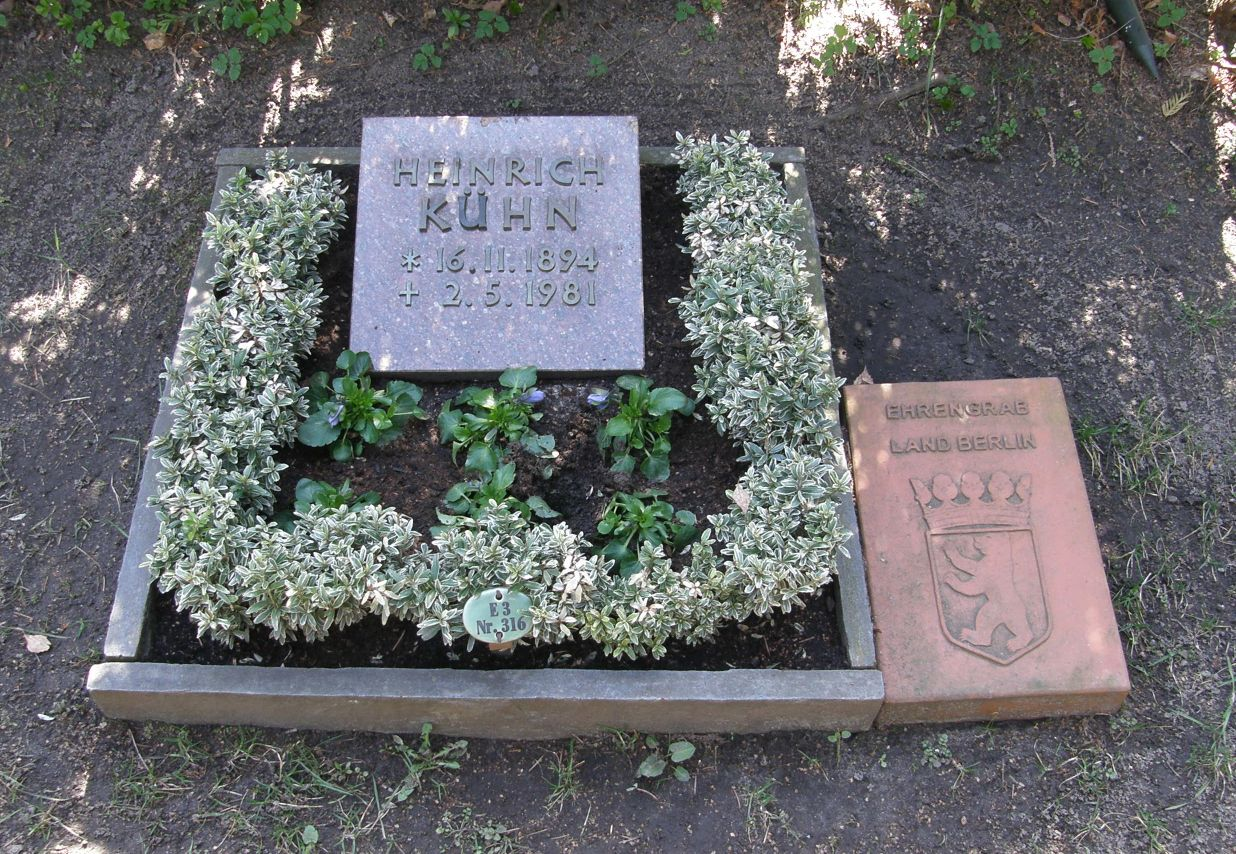
Ehrengrab Heinrich Kühns

Für seine Leistungen wurde Kühn 1967 als Stadtältester von Berlin geehrt. Nach seinem Tod erhielt er ein Ehrengrab der Stadt Berlin am Friedhof Wilmersdorf (Grab E 3-UR-317).